# Миколаївська сільська рада (Бердянський район)
| Миколаївська сільська рада — колишній орган місцевого самоврядування у Бердянському районі Запорізької області з адміністративним центром у с. Миколаївка. Сільській раді підпорядковані населені пункти: - с. Миколаївка - с. Малинівка - с. Новоіванівка - с. Новосолдатське - с. Радивонівка |

## Склад ради
Рада складалася з 18 депутатів та голови.

## Керівний склад сільської ради
| ПІБ                        | Основні відомості                                                                  | Дата обрання | Дата звільнення |
| -------------------------- | ---------------------------------------------------------------------------------- | ------------ | --------------- |
| Тимків Володимир Федорович | Сільський голова, 1962 року народження, освіта, член Соціалістичної партії України | 26.03.2006   | 31.10.2010      |
| Тимків Володимир Федорович | Сільський голова, 1962 року народження, освіта вища, член Партії регіонів          | 31.10.2010   |                 |

Примітка: таблиця складена за даними джерела